# Sokobanja
Sokobanja (serbocroata cirílico: Сокобања) es un municipio y villa de Serbia perteneciente al distrito de Zaječar.
En 2011 su población era de 16 021 habitantes, de los cuales 7982 vivían en la villa y el resto en las 24 pedanías del municipio. La gran mayoría de los habitantes del municipio son étnicamente serbios (14 936 habitantes).
Se ubica unos 30 km al norte de Niš.

## Pedanías
Además de la villa de Sokobanja, el municipio incluye las siguientes pedanías (población en 2011):
| - Beli Potok (196) - Blendija (282) - Bogdinac (146) - Cerovica (33) | - Čitluk (651) - Dugo Polje (519) - Jezero (255) - Jošanica (686) | - Levovik (148) - Milušinac (314) - Mužinac (348) - Nikolinac (308) | - Novo Selo (32) - Poružnica (298) - Radenkovac (69) - Resnik (716) | - Rujevica (193) - Sesalac (250) - Trgovište (291) - Trubarevac (511) | - Vrbovac (472) - Vrmdža (497) - Šarbanovac (402) - Žučkovac (422) |